# Coptops cameroni
Coptops cameroni là một loài bọ cánh cứng trong họ Cerambycidae.